# Nayden Zelenogorski
Nayden Zelenogorski est un homme politique bulgare et membre du parlement.

## Biographie
Il est né le 2 septembre 1961 à Sadovets, Bulgarie. Il est marié et a un enfant.